# Akibumia flexibilis
Akibumia flexibilis is een slakkensoort uit de familie van de Laubierinidae. De wetenschappelijke naam van de soort is voor het eerst geldig gepubliceerd in 1959 door Kuroda & Habe in Kuroda.